# Піскарка сіра
Піскарка сіра, морська миша мала (Callionymus risso) — риба родини піскаркових. Раритетний вид риб, занесений до Червоної книги України та інших природоохоронних документів.

## Поширення
Поширена в Східній Атлантиці, у субтропічних водах: у Північному Середземномор'ї, у Адріатичному морі, також від Гібралтара до узбережжя Ізраїлю. Крім того зустрічається біля берегів Алжиру, Тунісу. В Україні трапляється вздовж північно-західного узбережжя Чорного моря (Філофорне поле Зернова), біля Тендро-Джарилгацької обмілини і берегів Кримського півострова.

## Опис
Максимальна зареєстрована довжина — 11 см, зазавичай — до 6 см. 

## Спосіб життя

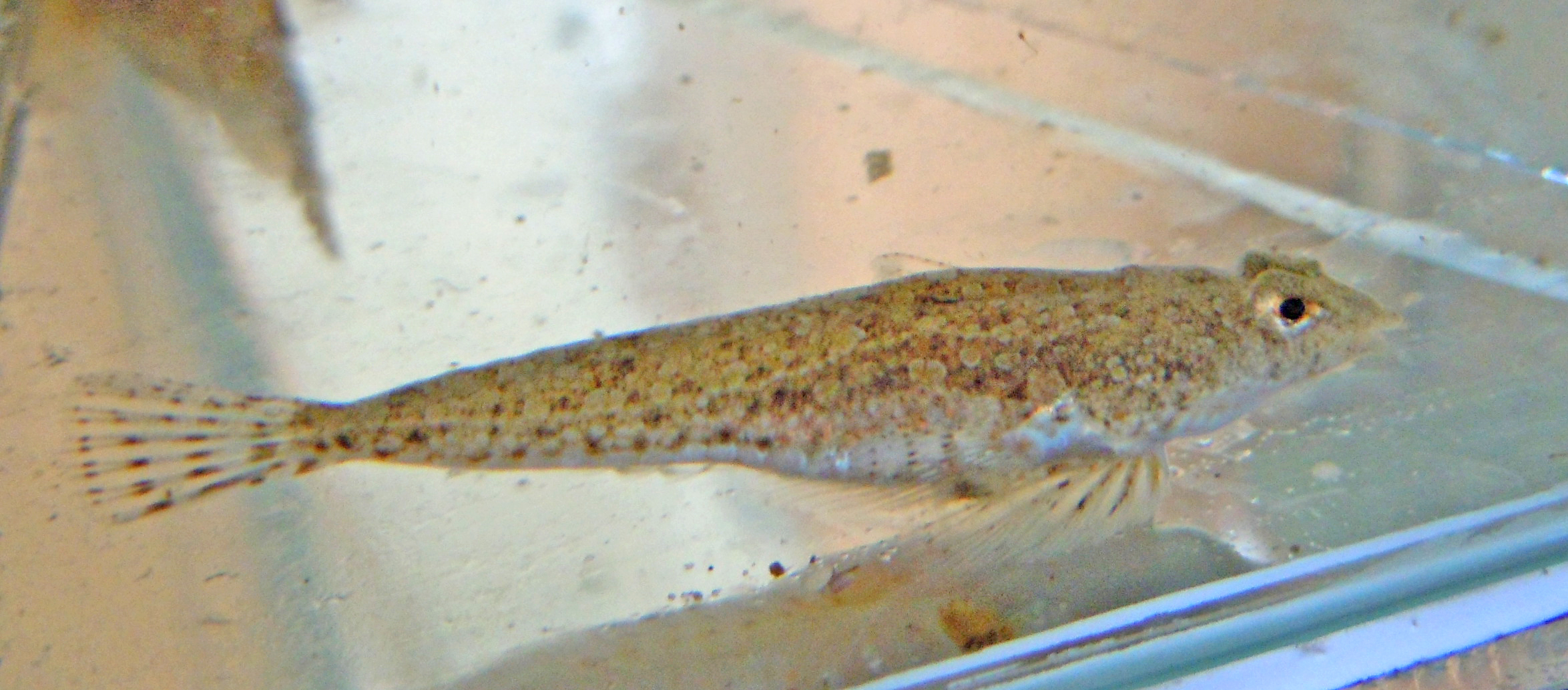
Піскарка сіра з Одеської затоки

Живе на глибинах від 15 до 150 м, у Чорному морі в прибережній зоні на глибині 8 — 22 м. Веде придонний спосіб життя. Тримається зграями. З місць зимівлі переміщується до берегів (на менші глибини) для нагулу і нересту. Самців у зграї звичайно більше, ніж самок. 
Піскарки живляться нижчими ракоподібними, війчастими червами тощо.
Нерест з кінця травня до середини вересня за середньодобової температури води 17 — 24 °С. Ікру відкладає порціями на піщане дно. Личинки розселюються трохи оддалік від берега і, виростаючи, переходять від планктонного до бентосного способу живлення.

## Охорона
На більшій частині ареалу стан природних популяцій виду залишається більш-менш стабільним. Саме тому він, згідно з Червоним списком МСОП, отримав охоронний статус «відносно благополучний вид». Але в окремих регіонах спостерігається тенденція до зниження чисельності популяції виду. Тому піскарка сіра занесена до  Червоної книги України (охоронна категорія: рідкісний вид) та Червоної книги Чорного моря (охоронна категорія: вид перебуває у небезпечному стані).